# Kazimierz Mach

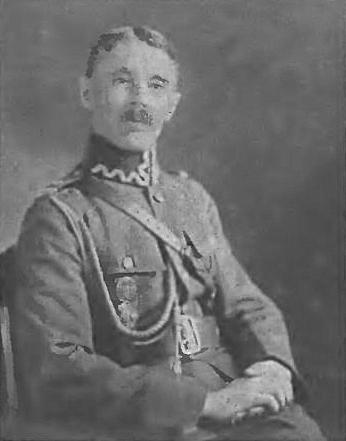
Kazimierz Mach

Kazimierz Mach (ur. 18 lutego 1886 w Budziwoju, zm. 9 stycznia 1955 w Penley) – major piechoty Wojska Polskiego, działacz niepodległościowy, kawaler Orderu Virtuti Militari.

## Życiorys
Urodził się 18 lutego 1886 we wsi Budziwój, w ówczesnym powiecie rzeszowskim Królestwa Galicji i Lodomerii, w rodzinie Józefa i Wiktorii z Decowskich. W 1914, po wybuchu I wojny światowej, wstąpił do Legionów Polskich. Służył w stopniu sierżanta w 3 kompanii 2 Pułku Piechoty w składzie II Brygady, od 29 października 1914 był dowódcą plutonu, następnie służył w sztabie jednostki. W ramach II Brygady służył także w 3 Pułku Piechoty. Po leczeniu w 1915, mianowany chorążym piechoty 1 grudnia 1915, później awansowany do stopnia podporucznika piechoty 1 listopada 1916. Po kryzysie przysięgowym był w szeregach Polskiego Korpusu Posiłkowego. Uczestniczył w przejściu w trakcie bitwy pod Rarańczą w połowie lutego 1918. Następnie wstąpił do II Korpusu Polskiego w Rosji, w tym brał udział w bitwie pod Kaniowem, oraz do Polskiej Siły Zbrojnej.
Po odzyskaniu przez Polskę niepodległości w listopadzie 1918 wstąpił do Wojska Polskiego. 1 października 1920 był pomocnikiem attaché wojskowego i morskiego przy Poselstwie Polskim w Waszyngtonie. 3 maja 1922 został zweryfikowany w stopniu majora ze starszeństwem z 1 czerwca 1919 i 421. lokatą w korpusie oficerów piechoty. W 1923 był attaché wojskowym przy Poselstwie Polskim w Waszyngtonie. Z dniem 15 marca 1924 ze stanowiska attaché wojskowego został przydzielony do Biura Szefa Administracji Armii. Pełniąc służbę dyplomatyczną i sztabową pozostawał oficerem nadetatowym 2 Pułku Piechoty Legionów w Pińczowie. Do 1923 posiadał tytuł adiutanta sztabowego. Następnie pełnił służbę w Biurze Ogólno Administracyjnym Ministerstwa Spraw Wojskowych. Z dniem 31 sierpnia 1927 został przeniesiony w stan nieczynny na okres 12 miesięcy z równoczesnym przeniesieniem do kadry oficerów piechoty. 1 września 1928 został powołany ze stanu nieczynnego i przydzielony do Inspekcji Technicznej Uzbrojenia. W marcu 1929 został przeniesiony służbowo do Powiatowej Komendy Uzupełnień Nowy Targ na stanowisko pełniącego obowiązki kierownika II referatu poborowego. 1 lutego 1930 został przeniesiony z PKU Nowy Targ na stanowisko oficera placu w Zakopanem. Z dniem 29 lutego 1932 został przeniesiony w stan spoczynku. W 1934  pozostawał w ewidencji Powiatowej Komendy Uzupełnień Nowy Targ. Posiadał przydział do Oficerskiej Kadry Okręgowej Nr V. Był wówczas „przewidziany do użycia w czasie wojny”. Po II wojnie światowej pozostał na emigracji w Wielkiej Brytanii. Zmarł 9 stycznia 1955 w Penley.

## Ordery i odznaczenia
- Krzyż Srebrny Orderu Wojskowego Virtuti Militari nr 6987 – 17 maja 1922[13][14]
- Krzyż Niepodległości – 6 czerwca 1931 „za pracę w dziele odzyskania niepodległości”[15][16][17]
- Krzyż Kawalerski Orderu Odrodzenia Polski – 2 maja 1923 „za zasługi, położone dla Rzeczypospolitej Polskiej na polu administracji wojskowej"[18][19][20]
- Krzyż Walecznych
- Złota Odznaka Honorowa Ligi Obrony Powietrznej i Przeciwgazowej I stopnia[21]